# Преображение (картина Лотто)
«Преображение» (итал. Trasfigurazione) — картина маслом на панеле итальянского живописца Лоренцо Лотто (1480—1556), написанная в 1510—1512 годах. Хранится в коллекции городского музея Вилла Коллоредо Мелса в Реканати (регион Марке, Италия).

## История

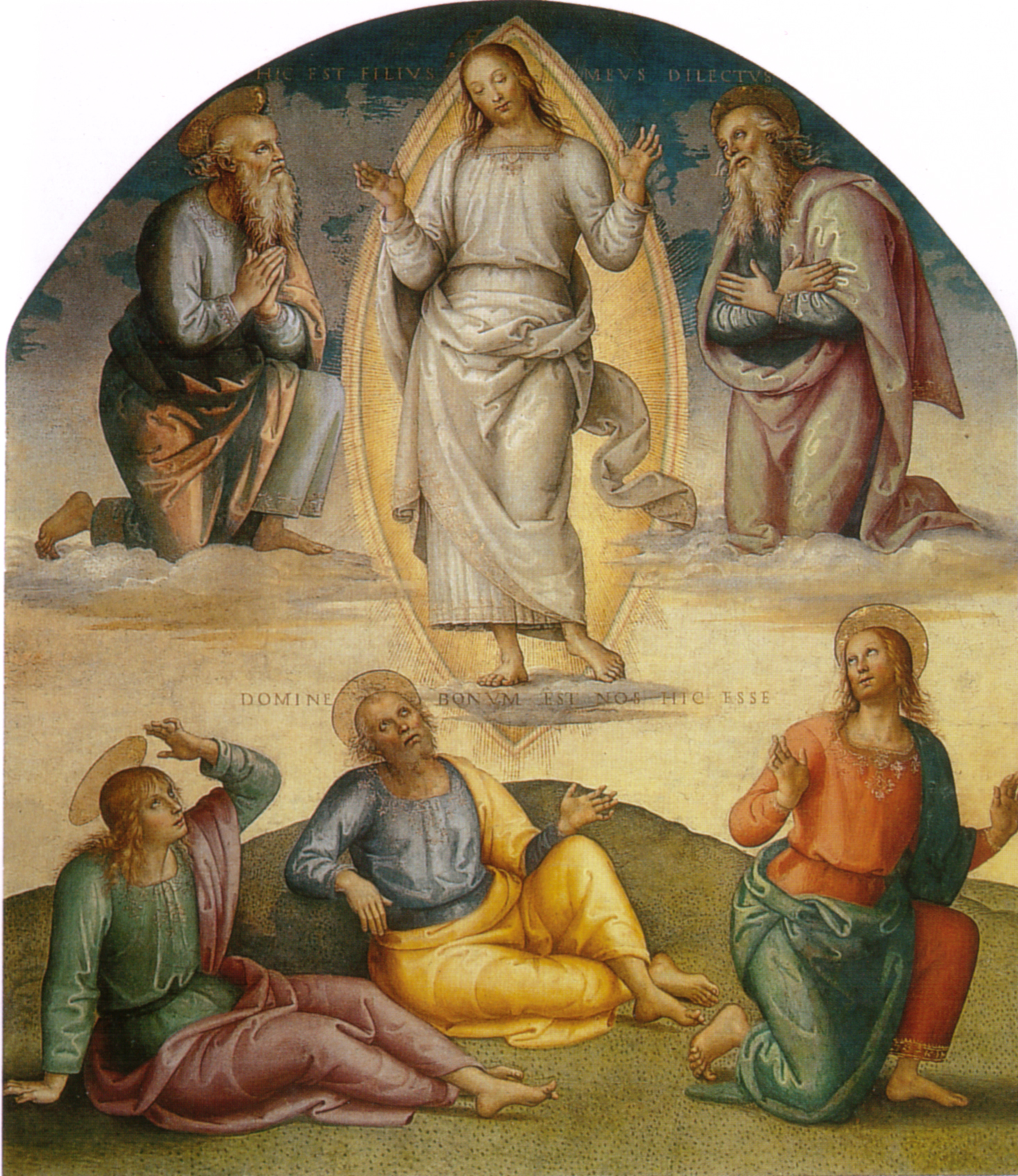
Алтарь «Преображение», Перуджино (1497—1500).

Путешествуя между Римом и Марке в 1510 году, Лотто почти наверняка остановился в Перудже, где он увидел фрески Пьетро Перуджино в Зале Удиенце-Коллегио-дель-Камбио. Прибыв в города Марке, он использовал свой римский опыт и примеры, собранные во время путешествий, написав некоторые работы, далёкие от его обычного стиля, такие как «Преображение» и «Положение во гроб». Это были эксперименты, которые его не удовлетворили, и, когда он поселился в Бергамо в 1513 году, они были позже заброшены.
«Преображение» предназначалось для алтаря церкви Санта-Мария-ди-Кастельнуово и должно было иметь пределлу, которая, как предполагается, включала Христа, ведущего апостолов на гору Фавор (29 × 59 см), хранящуюся сейчас в Эрмитаже в Санкт-Петербурге.

## Описание

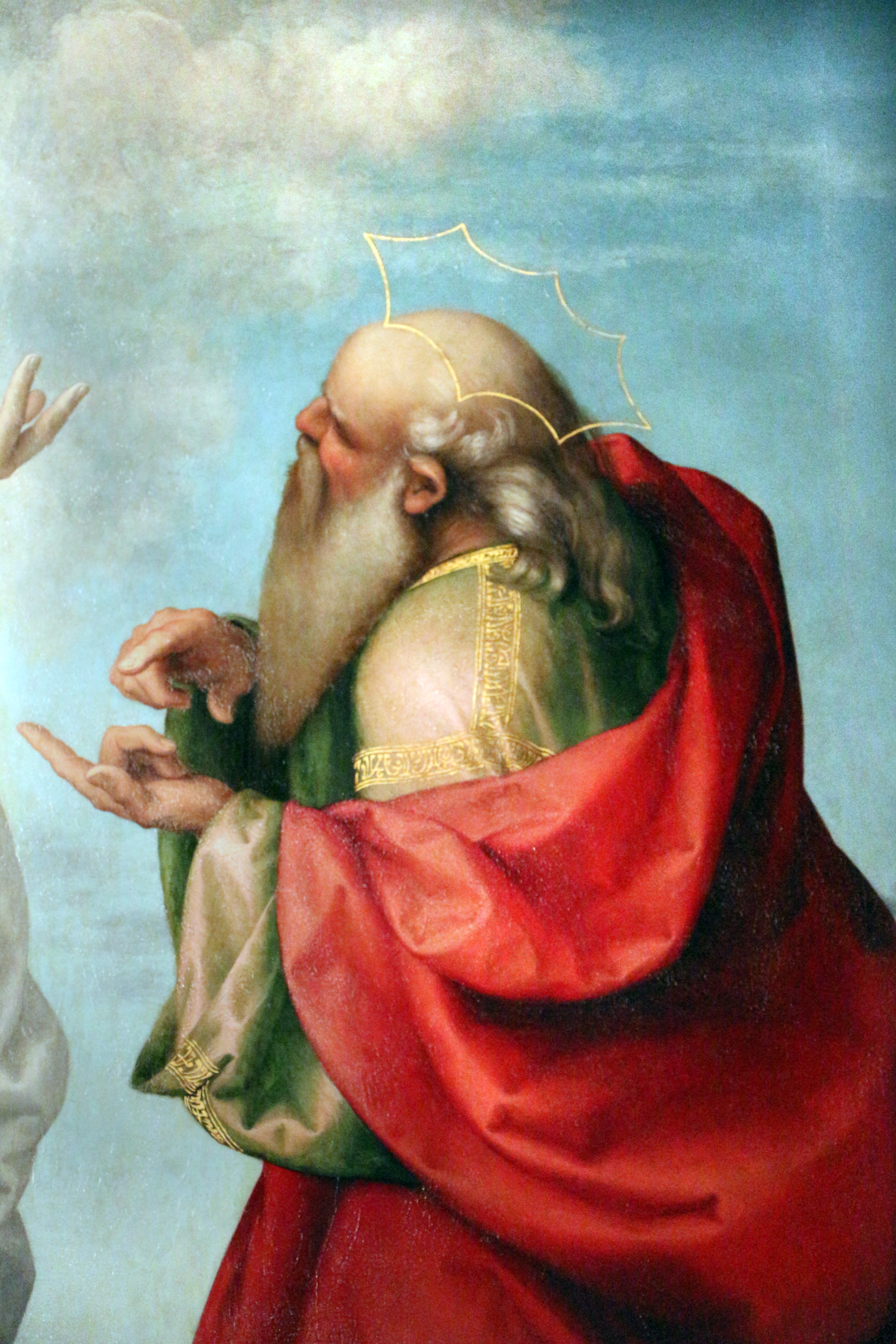
Деталь. Илия, освящённый многогранным нимбом

Композиция демонстрирует явные отсылки к алтарю Перуджино в Колледжо-дель-Камбио, с похожим холмом на светло-голубом фоне и теми же персонажами, а также золотыми пояснительными надписями. Однако произведение Лотто даёт совсем иное ощущение, поскольку Лотто заменил безмятежные и несколько ошеломлённые фигуры Перуджино беспокойными и оживлёнными персонажами, изображёнными в сложных позах с ракурсами и другими приёмами, отсылающими к самым передовым достижениям Рафаэля, с которым художник сотрудничал в течение короткого пребывания в Риме. 
В центре, на вершине холма, возвышается фигура Христа, купающегося в солнечных лучах, пронзающих небо, и воздушное явление Бога-Отца среди маленьких ангелов, который разражается возгласом: «Это мой сын». По сторонам от Христа, как обычно, явления пророков Моисея и Илии с восьмигранными нимбами, подтверждающими исполнение их пророчеств. Пророки изображены изящным контрапостом, который симметрично уравновешивает их позы: Моисей обращён лицом к зрителю, а Илия — спиной.
Ниже три апостола, которые наблюдают за этой сценой, Иоанн, Пётр и Иаков Старший, кажутся ослеплёнными видением, пытаясь закрыть глаза руками. Особый визуальный ракурс заставляет их казаться на грани того, чтобы катиться к зрителю, в соответствии с преодолением правил перспективы XV века, которое Лотто реализовал без труда уже в своём первом венецианском обучении.
Фигуры обладают большой монументальностью, а их артикуляция предполагает новые отношения между фигурами и пространством, больше не ограниченные правилами перспективы, что было необходимо для его художественного развития в полном смысле XVI века.